# 奧爾茨羅伊特湖

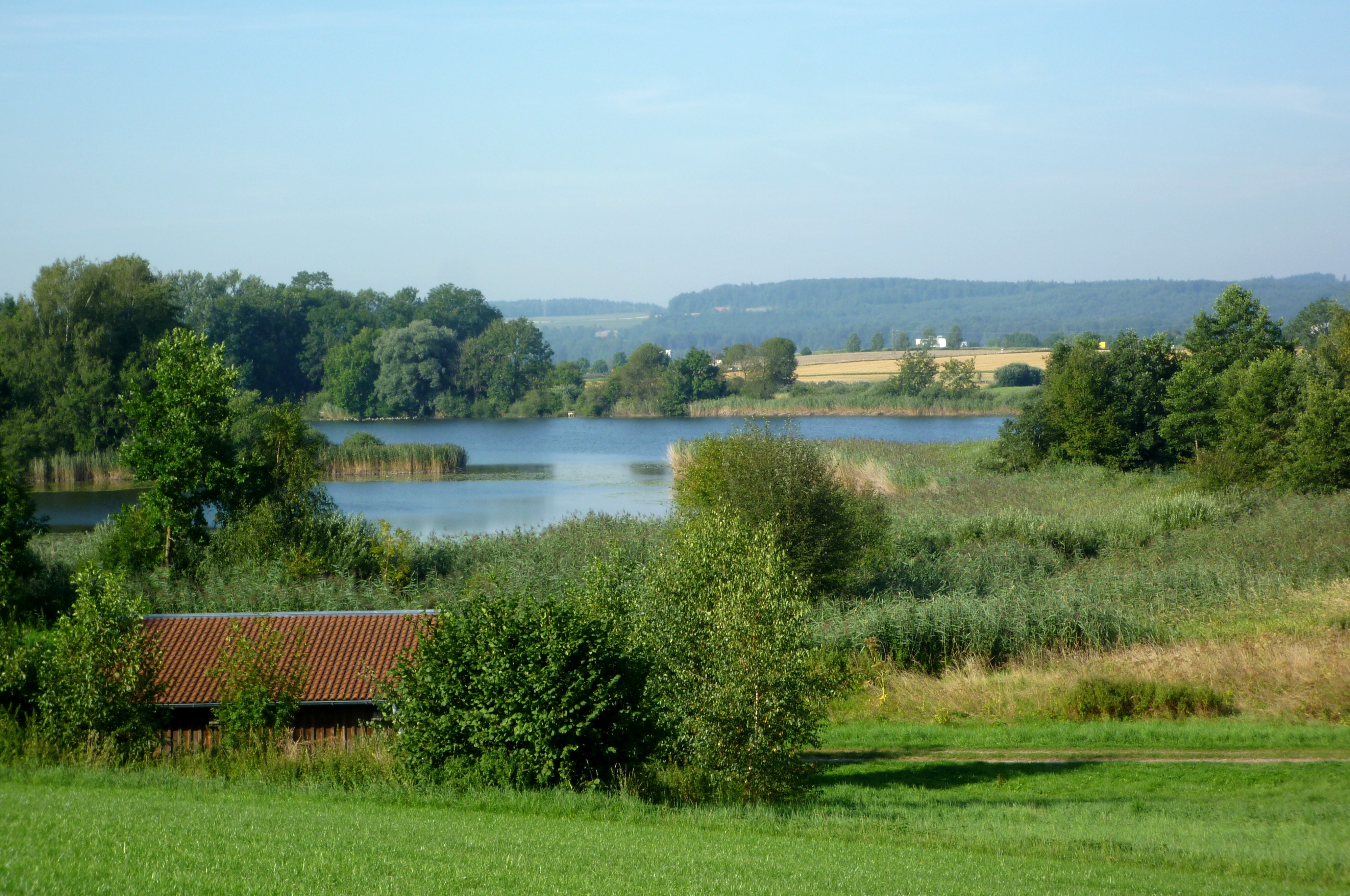

48°00′45″N 9°40′49″E / 48.012417°N 9.680361°E
奧爾茨羅伊特湖（德語：Olzreuter See），是德國的湖泊，位於該國西南部，由巴登-符騰堡州負責管轄，處於巴特舒森里德，面積0.1平方公里，海拔高度603米，平均水深3.2米，最大水深7.6米，水體容量33萬立方米。